# Žudr

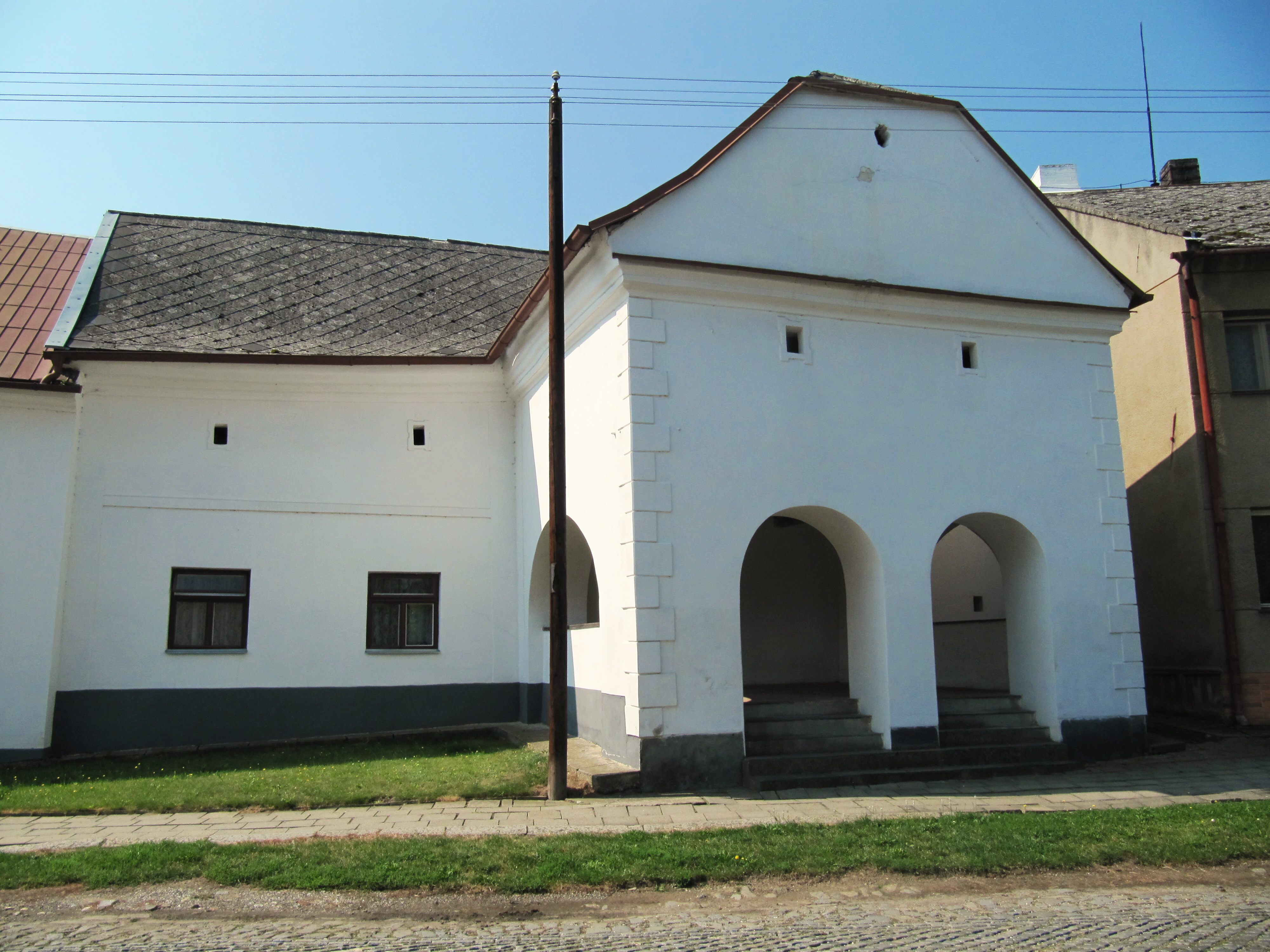
Hanácká usedlost s žudrem v obci Příkazy

Žudr je masivní rizalit vystupující před průčelí domů v tradičním lidovém stavitelství v oblasti Hané. Střecha žudru, který obvykle přiléhal k bočně orientované usedlosti, bývala nejčastěji valbová, avšak dochovaly se i žudry zakryté sedlovými střechami. Žudry na Hané byly nejčastěji budovány jako otevřené místnosti s klenbou a širokými okenními oblouky. Přízemí žudru sloužilo jako vchod do domu či jako předsíň, v patře žudru pak bývala situována sýpka či komora. V průčelí žudru bývala umístěna soška světce chránícího dům.
Žudry jako charakteristické prvky hanáckých domů byly jejich součástí až do konce 19. století, kdy s přestavbou většiny statků nebyly žudry u těchto stavení zachovávány. Dochovaly se tak již pouze na několika místech. Kromě Hané je možné podobný stavební prvek vypozorovat také v oblasti Dolního Rakouska či Burgenlandu. V oblasti Malé Hané bývá horní část žudru, využívaná jako roubená sýpka s malými okny, označována jako žondr.

## Galerie

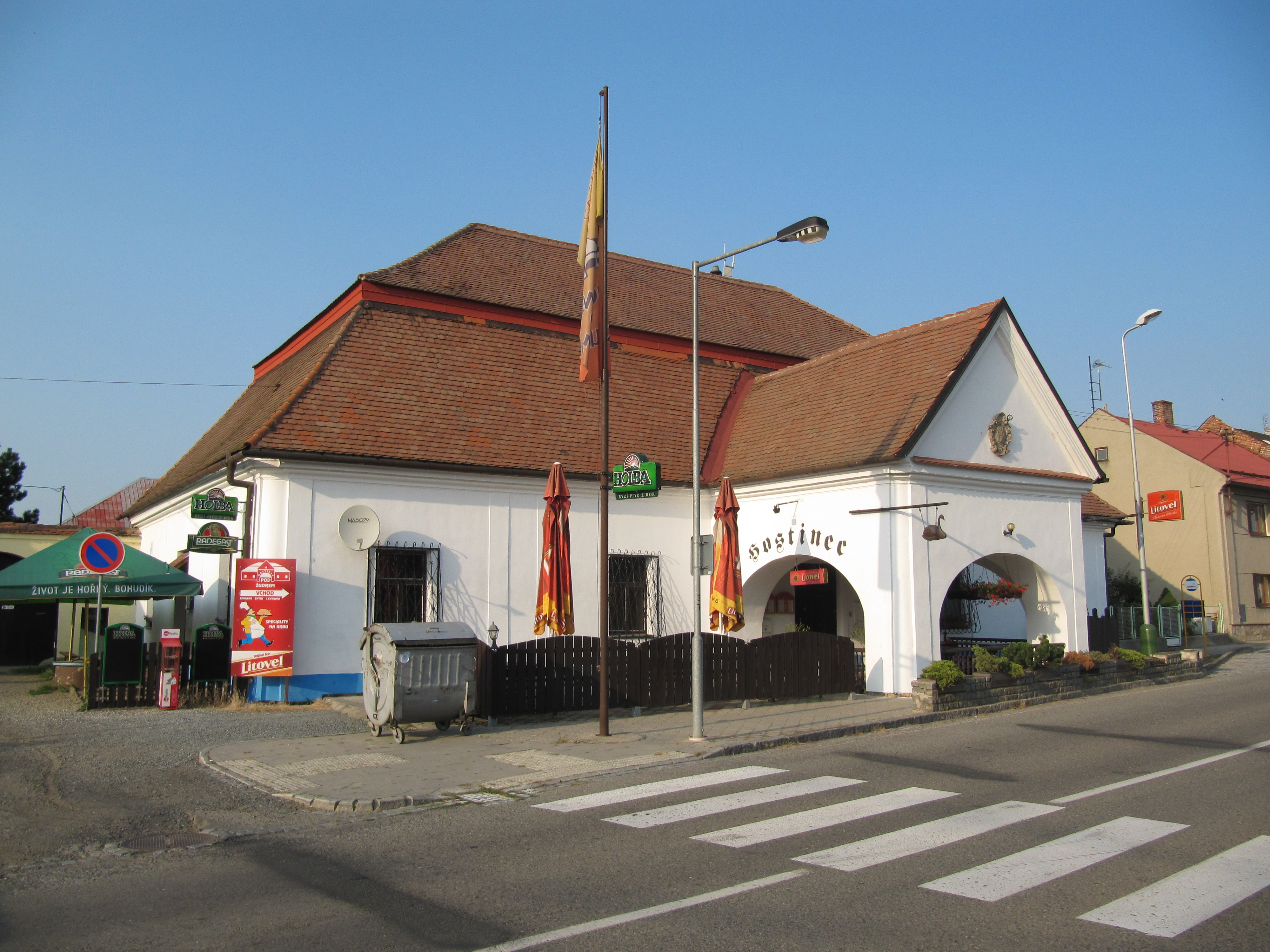
Budova hostince v Ústíně s dochovaným žudrem
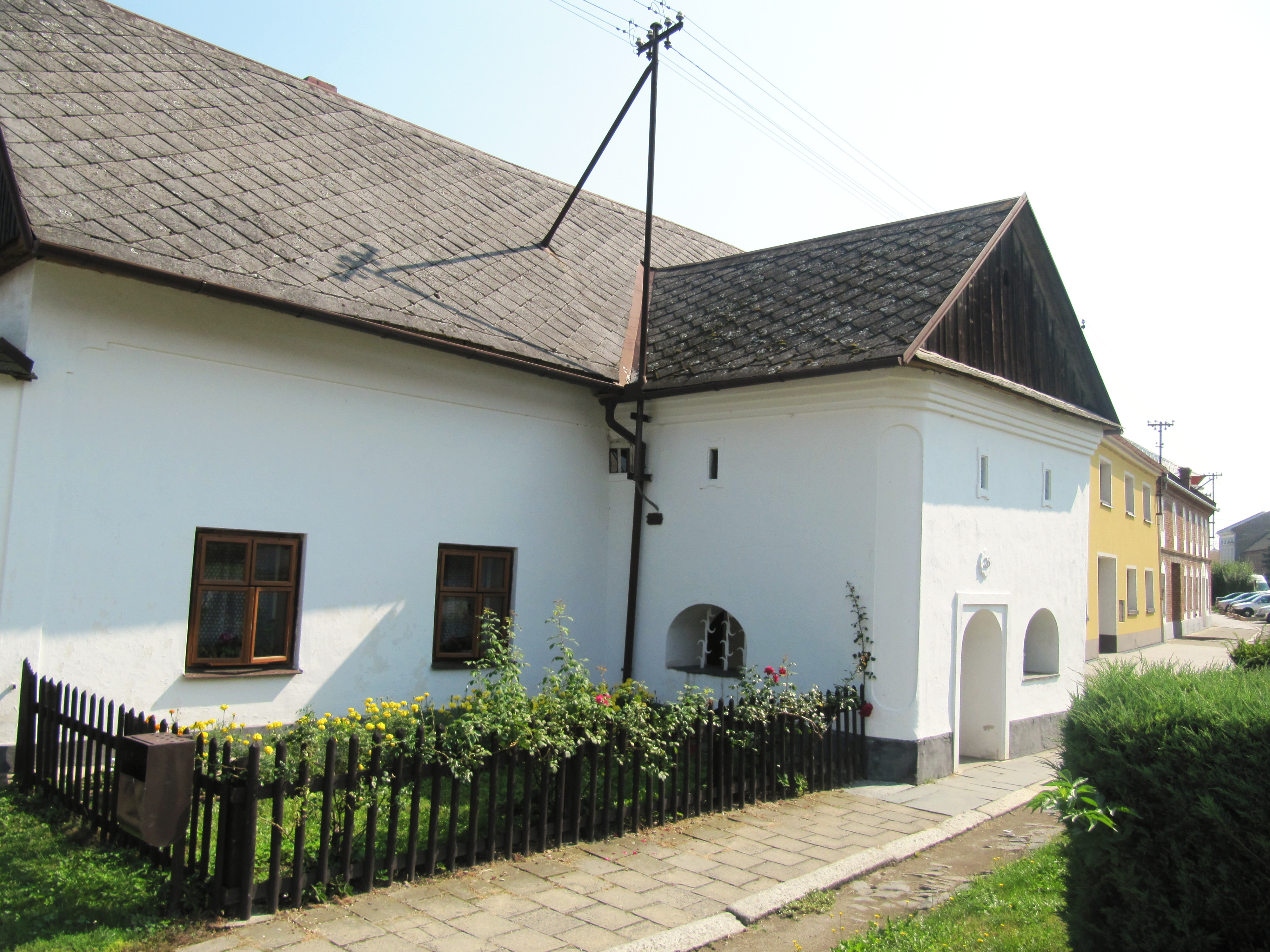
Hanácký žudr v Příkazech
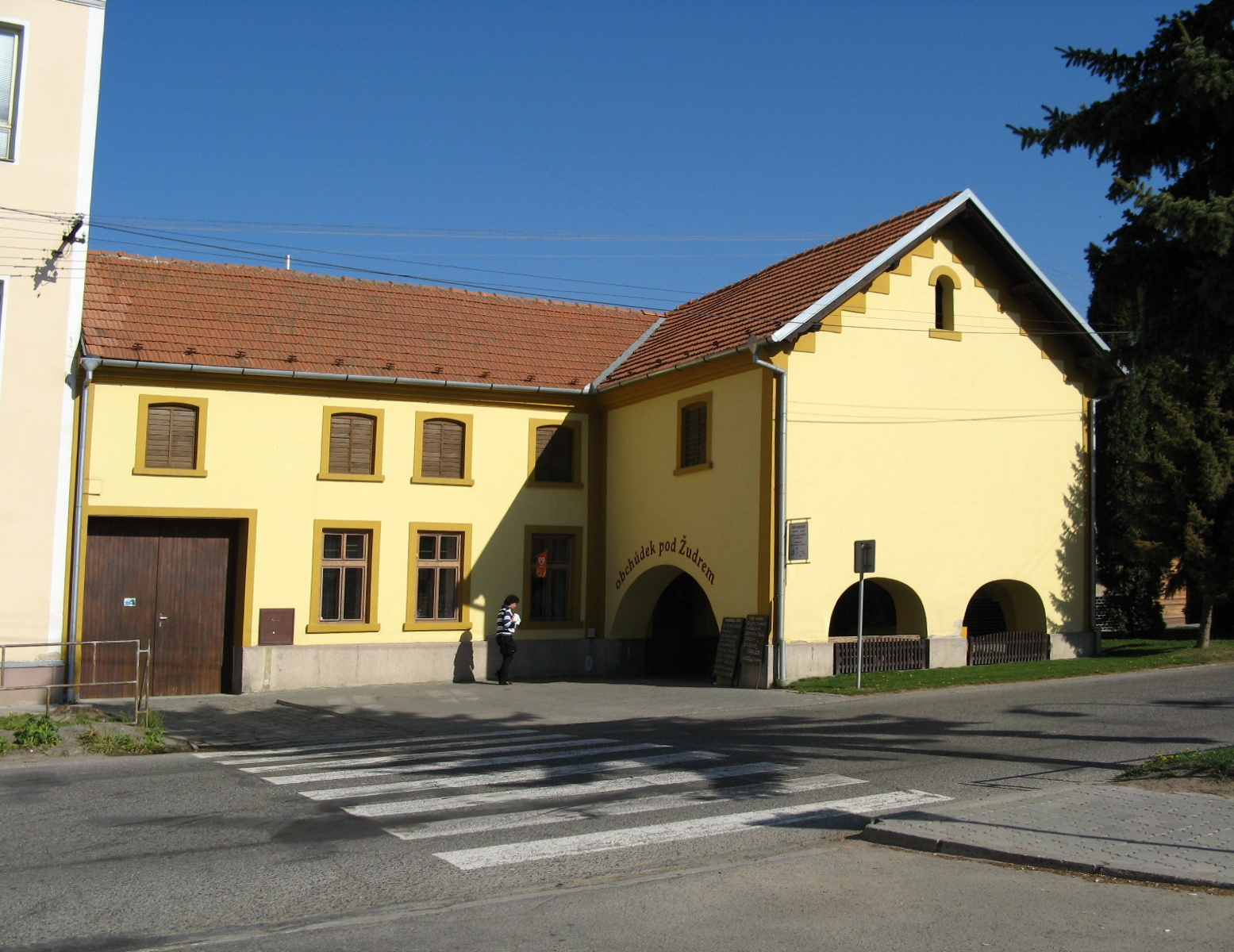
Dům s žudrem  v Brodku u Prostějova
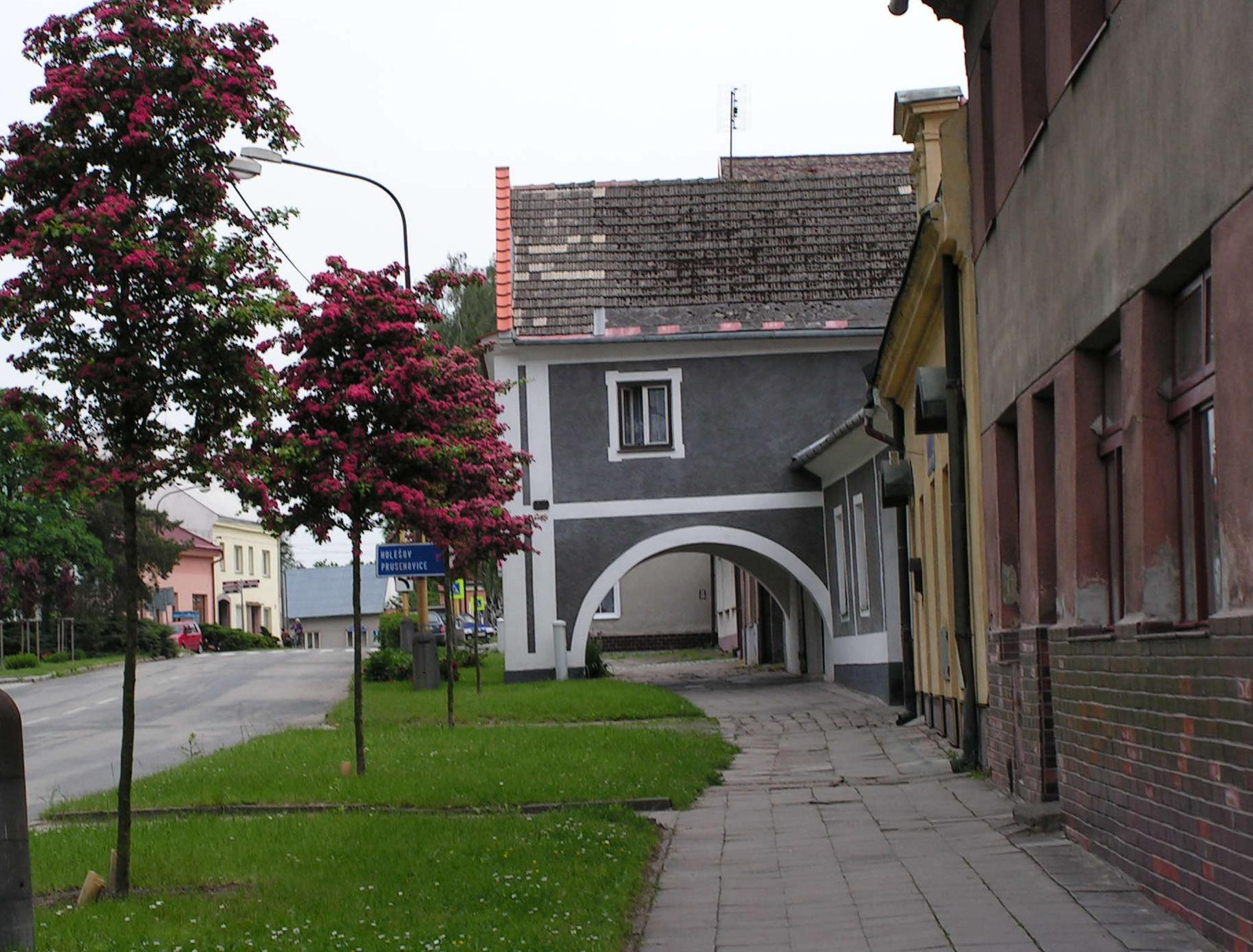
Žudr na domě z 18. století v obci Dřevohostice
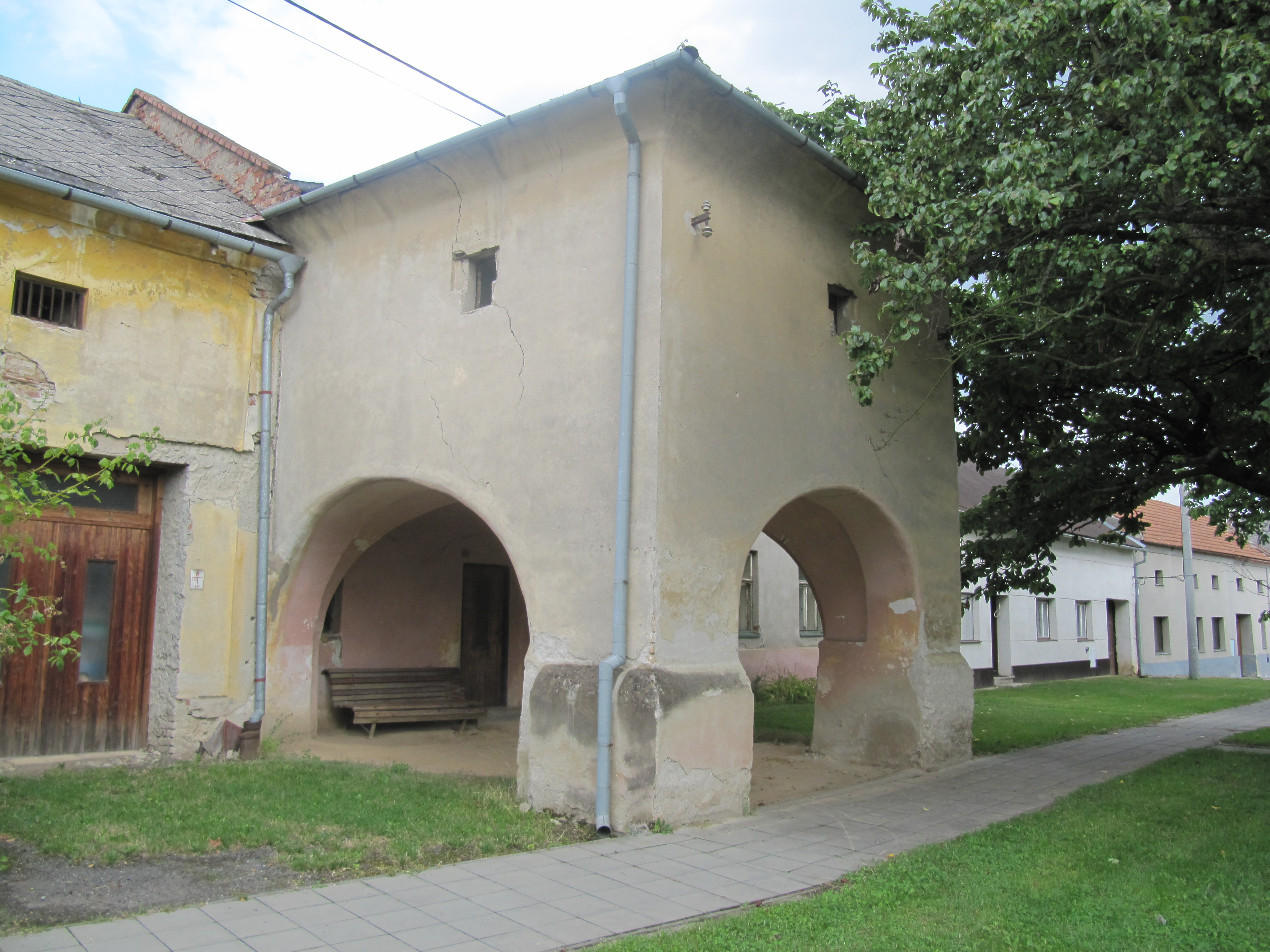
Žudr v Lobodicích
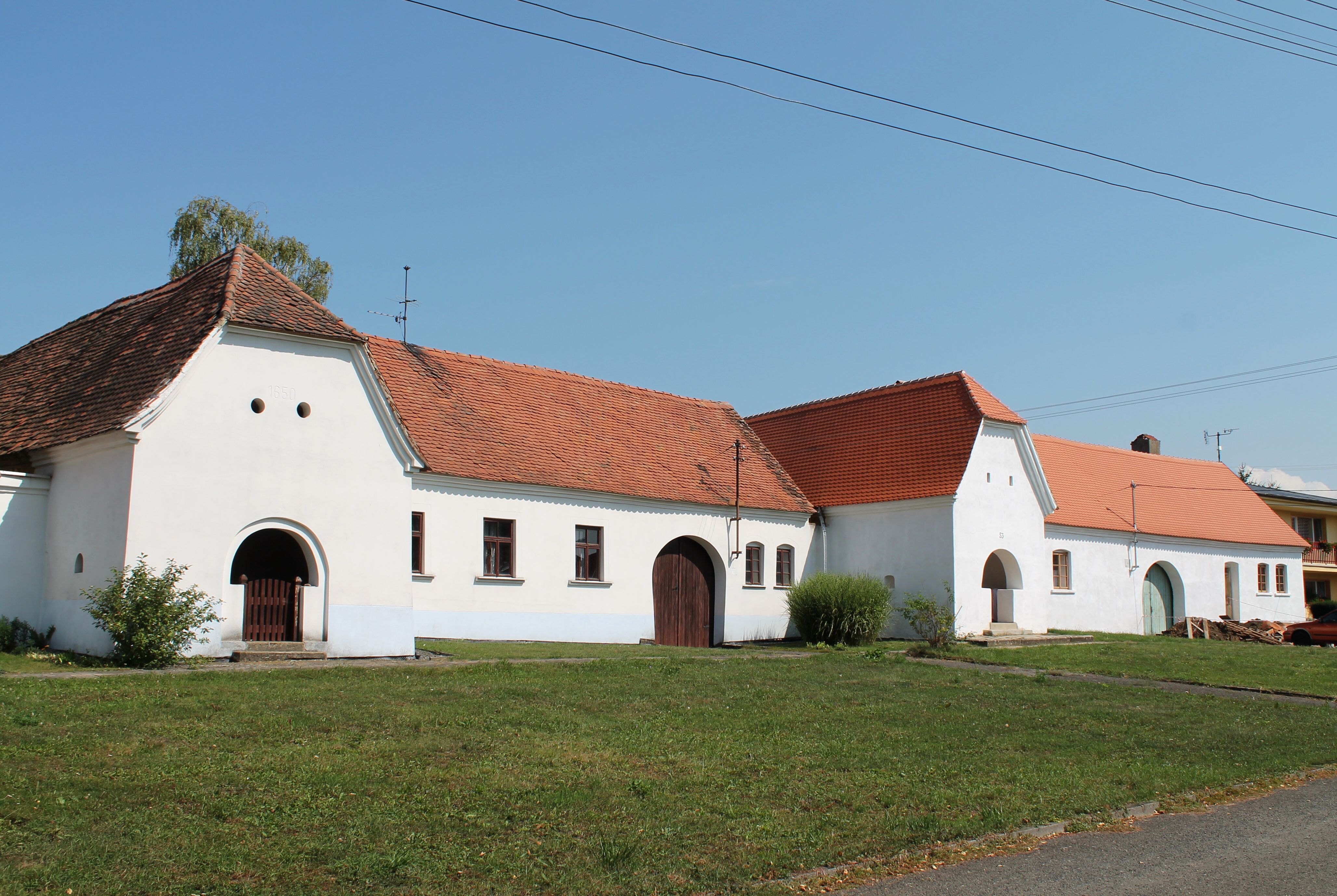
Domy s žudrem v Rostěnicích